# Syndrome de Vasa
Pour les articles homonymes, voir Vasa (homonymie).

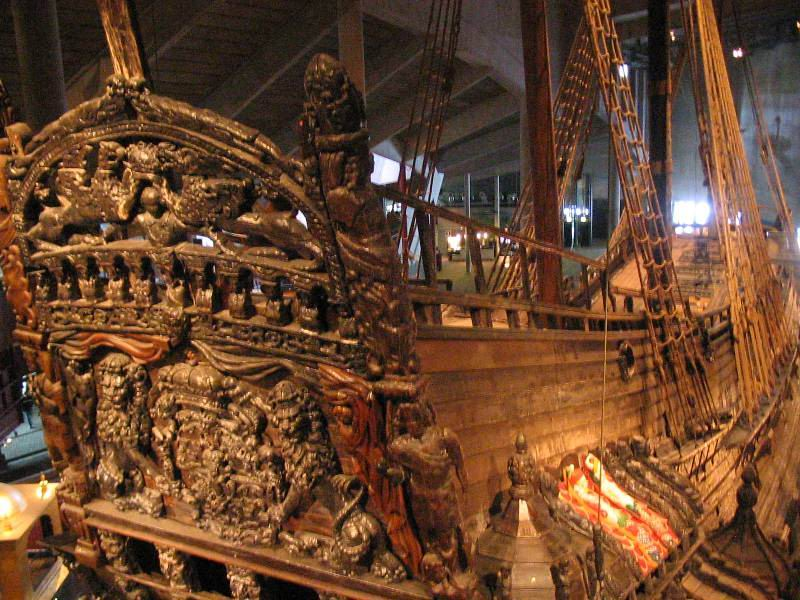
Le naufrage du navire de guerre suédois Vasa, en 1628, est à l'origine du terme.

Le syndrome de Vasa est le manque de communication et l'absence de prise de responsabilité des différents responsables d'un projet, causant l'échec de celui-ci.
Ce terme est principalement utilisé dans le monde du marketing et des entreprises.

## Histoire et genèse du terme
Le syndrome de Vasa fait référence à l'histoire du navire de guerre suédois Vasa qui sombra au bout d'un mille marin lors de son voyage inaugural le 10 aout 1628.
Les causes du naufrage sont aujourd'hui attribuées à un manque de communication entre le constructeur du navire, le chantier naval et le constructeur et armateur des canons, le vaisseau étant trop étroit et trop lourdement armé, bref, mal pensé. Cependant, à l'époque, lors du procès, chacun des responsables se renvoya la balle et aucune responsabilité ne fut donc officiellement déterminée par le juge : le naufrage fut attribué à la « volonté de Dieu ».
C'est de cette histoire que le terme « syndrome de Vasa » est tiré.